# Pterolophia mediophthalma
Pterolophia mediophthalma là một loài bọ cánh cứng trong họ Cerambycidae.